# David Reinhardt

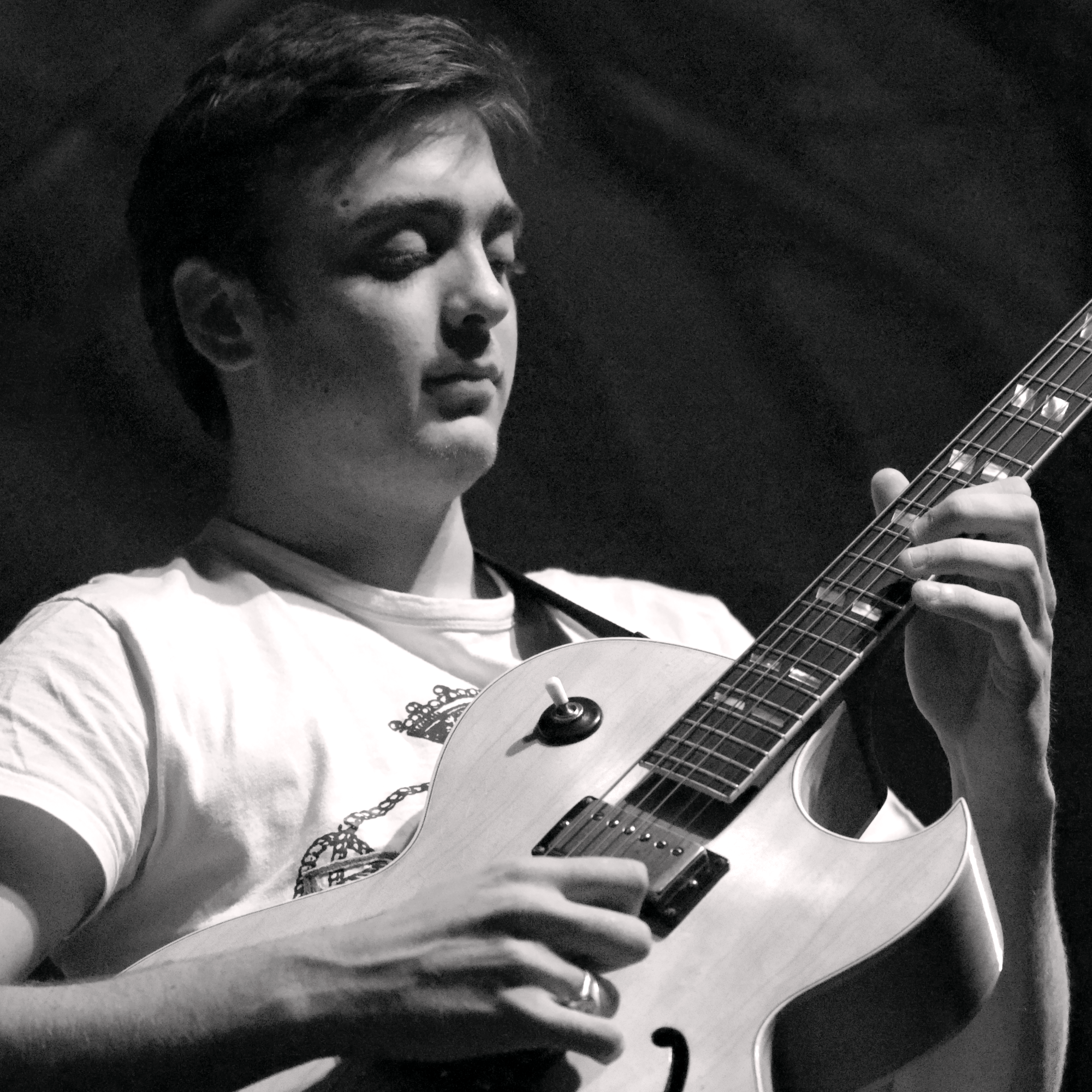
David Reinhardt in 2007

David Reinhardt (Longjumeau, 23 december 1986) is een Franse jazzgitarist die gipsyjazz ("jazz manouche" in het Frans) speelt.
Reinhardt, de kleinzoon van Django Reinhardt en zoon van Babik Reinhardt, begeleidde al op zesjarige leeftijd zijn vader. Hij heeft in veel zigeunerjazzgroepen gespeeld, zoals in het trio van Christian Escoudé, en trad op met onder meer Romane, Stochelo Rosenberg en Florin Niculescu. Ook heeft hij een eigen trio, waarmee hij heeft opgenomen. De Franse gitaarbouwer Jean-Baptiste Casteluccia heeft een model naar David Reinhardt vernoemd.

## Discografie
- Le collectif [swing manouche] (2004)
- David Reinhardt Trio (met Noé Reinhardt en Sammy Daussat, RDC Records) (2004)
- David Reinhardt Trio and guests : The Way of Heart (met Yoann Serra en Florent Gac, Cristal Records) (2008)
- Colombe, Cristal Records (2011)

### Meegespeeld op
- Samy Daussat: Bloc-Notes (2005)
- Christian Escoudé : 20 Ans de Trio Gitan (Nocturne) (2008)
- Samy Daussat Trio : La petite famille, invité David Reinhard (2009)
- 100 ans de Reinhardt : Django, Babik, David (Cristal Records)(2010)
- Une Histoire en cours (Label Ouest) (2010)

Hij nam ook deel aan de compilaties "Jazz manouche", gepubliceerd door Wagram Roots:
- Jazz manouche Vol 1 (2005)
- Jazz manouche Vol 3, selectie door Thomas Dutronc (2007)
- Jazz manouche Vol 4, selectie door Sanseverino (2008)
- Jazz manouche Vol 6, selectie door David Reinhardt (2010)